# Martim Afonso de Sousa

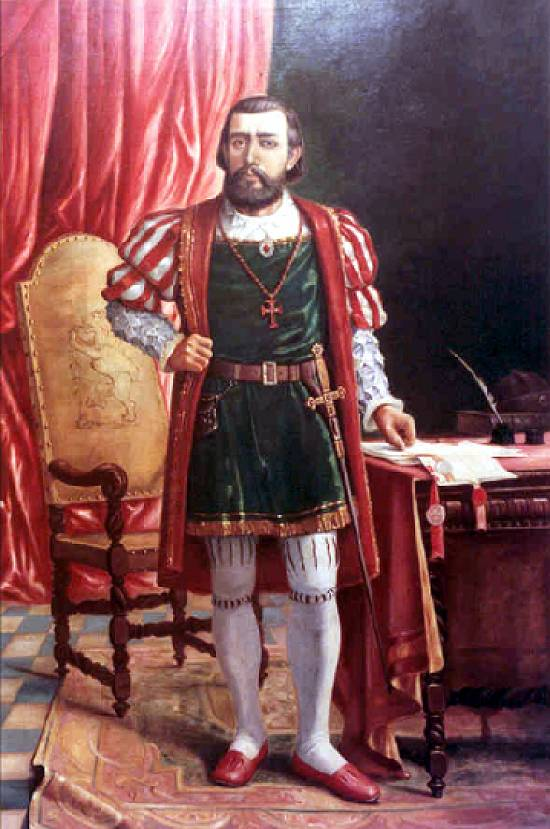
Martim Afonso de Sousa

Martim Afonso de Sousa (ur. 1500 w Vila Viçosa, zm. 1571) – portugalski podróżnik, gubernator Goa, generalny kapitan Brazylii, założyciel miasta São Paulo.
Martim Afonso de Sousa miał być potomkiem z nieprawego łoża króla Alfonsa III. Został mianowany przez króla Joao III generalnym kapitanem floty i ziem w Brazylii. W 1529 wypłynął do przydzielonych mu ziem wraz z flotą składającą się z jednego galeonu, dwóch karawel, i z 500 osadnikami. 30 stycznia dopłynął do brzegów kontynentu, gdzie zniszczył trzy francuskie nawy oraz zlikwidował faktorię. Sam poprowadził karawele na północny zachód, by zbadać wybrzeża aż do Amazonki, a swojego brata, pera Lopeza de Souse, wysłał na południe do dzisiejszej La Platy. Podczas swojego pobytu w Brazylii Martim Afonso de Sousa zdobył francuską kolonię São Vincente, rozbudował ją, założył osiedle Piratininga (późniejsze São Paulo) oraz fort w Rio de Janeiro. Całą ówczesną Brazylię w 1534 roku podzielił na 12 kapitanii. W jednej z nich - Sao Vincenta (stan São Paulo) swojego brata mianował donatariuszem. W 1532 roku zaczął sprowadzać niewolników do prac na plantacjach trzciny cukrowej.
W 1542 roku został powołany na gubernatora Goa w Indiach a następnie na królewskiego doradcę. W 1548 roku został zastąpiony przez Tome de Sousa pierwszego gubernatora generalnego Brazylii.